# Hans Gruhne
Hans Gruhne (Berlín Este, RDA, 5 de agosto de 1988) es un deportista alemán que compitió en remo.
Participó en tres Juegos Olímpicos de Verano, obteniendo una medalla de oro en Londres 2012, en la prueba de cuatro scull, el sexto lugar en Pekín 2008 y el octavo en Tokio 2020, en la misma prueba.
Ganó tres medallas en el Campeonato Mundial de Remo entre los años 2007 y 2015, y una medalla de bronce en el Campeonato Europeo de Remo de 2014.

## Palmarés internacional
| Juegos Olímpicos   | Juegos Olímpicos        | Juegos Olímpicos  | Juegos Olímpicos |
| Año                | Lugar                   | Medalla           | Prueba           |
| ------------------ | ----------------------- | ----------------- | ---------------- |
| 2016               | Río de Janeiro (Brasil) | Medalla de oro    | Cuatro scull     |
| Campeonato Mundial |                         |                   |                  |
| Año                | Lugar                   | Medalla           | Prueba           |
| 2007               | Múnich (Alemania)       | Medalla de bronce | Cuatro scull     |
| 2011               | Bled (Eslovenia)        | Medalla de plata  | Doble scull      |
| 2015               | Aiguebelette (Francia)  | Medalla de oro    | Cuatro scull     |
| Campeonato Europeo |                         |                   |                  |
| Año                | Lugar                   | Medalla           | Prueba           |
| 2014               | Belgrado (Serbia)       | Medalla de bronce | Doble scull      |